# Polhovica
Polhovica – wieś w Słowenii, w gminie Šentjernej. W 2018 roku liczyła 61 mieszkańców.